# Thurland Castle
Thurland Castle er et country house mellem landsbyerne Cantsfield og Tunstall, Lancashire, England, der er blevet ombygget til lejligheder.
Bygning ligger på en lav bakke og er omkranset af en voldgrav og park. Det var en blandt en række fæstninger i Lune-dalen. Den ligger med floden Greta på sydsiden og Cant-bækken mod nord.
Den er på National Heritage List for England som listed building af anden grad af .